# Vanessa Voigt
Vanessa Voigt (* 7. Oktober 1997 in Schmalkalden) ist eine deutsche Biathletin. Ihr größter Erfolg ist der Gewinn der Bronzemedaille mit der deutschen Frauenstaffel bei den Olympischen Winterspielen 2022. Zudem war sie Siegerin der Gesamtwertung des IBU-Cups in der Saison 2020/21.

## Familie und Herkunft
Vanessa Voigt stammt aus Seligenthal, in der Nachbarschaft ihres Elternhauses wohnt auch der ehemalige Biathlet Sven Fischer. Voigt hat zwei Brüder. Ihr Zwillingsbruder Kevin Voigt ist Fotograf.

## Werdegang
Vanessa Voigt begann mit acht Jahren mit dem Langlaufen, 2010 wechselte sie wegen der besseren Trainingsbedingungen an das Sportgymnasium Oberhof. 2013 machte sie erste Versuche mit einer Biathlonwaffe, um sich den lange gehegten Kindheitswunsch Biathlon zu erfüllen und weil ihr „das einfache Laufen und das Bäume zählen“ zu langweilig wurde. Im Winter 2015/16 gewann sie die Gesamtwertung des Deutschlandpokals in ihrer Altersklasse.
Ihre ersten internationalen Rennen bestritt Voigt im Dezember 2016 im Rahmen des IBU-Junior-Cups 2016/17, beim zweiten Rennen der Saison erreichte sie in der Lenzerheide mit einem dritten Platz ihre erste Podiumsplatzierung. Es folgten ein zweiter Platz – gemeinsam mit Christin Maier und Anna Weidel – im Staffelrennen von Hochfilzen sowie ein zweiter Platz im Staffelrennen der Biathlon-Juniorenweltmeisterschaften 2017 von Brezno-Osrblie an der Seite von Sophia Schneider und Anna Weidel. Die folgenden beiden Jahre lief sie auch im IBU-Junior-Cup und erreichte im Dezember 2017 beim Sprint in Obertilliach erneut einen zweiten Platz. Dem Juniorenalter entwachsen, bestritt sie im Winter 2019/20 ihre ersten Rennen im IBU-Cup. Im Januar 2020 erreichte sie im Sprint in Brezno-Orsblie mit einem dritten Platz ihre erste Podiumsplatzierung. Ebenfalls in Brezno-Osrblie wurde sie drei Tage später gemeinsam mit Lucas Fratzscher, Florian Hollandt und Franziska Hildebrand in der Mixedstaffel Zweite. Voigt konnte dabei als Schlussläuferin der Mannschaft mit fehlerfreiem Schießen und einer schnellen Laufzeit den Rückstand von gut 41 Sekunden auf die siegreiche Mannschaft aus Russland deutlich verkürzen und erreichte nur 2,6 Sekunden nach den Siegern das Ziel. Im Saisonverlauf erreichte sie noch mehrere Top-10-Platzierungen. Sie nahm auch an den Biathlon-Europameisterschaften 2020 in Minsk teil, ihre beste Platzierung war dort ein 13. Platz im Mixedstaffelrennen. Sie gewann bei den Biathlon-Europameisterschaften 2021 in Duszniki-Zdrój Silber in der Mixed-Staffel.
Seit der Saison 2021/22 startet Vanessa Voigt regulär im Weltcup. Am 19. Januar 2022 gab der Deutsche Olympische Sportbund bekannt, dass sie für die Olympischen Winterspiele 2022 nominiert ist. Am 5. Februar 2022 bestritt Voigt in der Mixed-Staffel ihr erstes olympisches Rennen und belegte zusammen mit Denise Herrmann, Benedikt Doll und Philipp Nawrath den 5. Platz. Am 7. Februar 2022 erreichte sie im Einzel über 15 km den 4. Platz und verpasste damit nur um 1,3 Sekunden eine Medaille. Am 11. Februar 2022 belegte sie im Sprint den 18. Platz. In der darauffolgenden Verfolgung erreichte sie als beste Deutsche den 12. Platz.
Als Startläuferin ohne Fehlschüsse gewann sie zusammen mit Vanessa Hinz, Franziska Preuss und Denise Hermann am 16. Februar 2022 die Bronzemedaille in der Staffel. Die Saison 2021/22 schloss sie als zweitbeste Deutsche ab und erreichte in der Gesamtwertung den 13. Platz.

## Auszeichnungen
- 2022: Silbernes Lorbeerblatt[7]

## Statistik

### Weltcupsiege
| Nr. | Datum         | Ort        | Disziplin              |
| --- | ------------- | ---------- | ---------------------- |
| 1.  | 20. Jan. 2024 | Antholz    | Single-Mixed-Staffel 1 |
| 2.  | 15. Dez. 2024 | Hochfilzen | Staffel 2              |

### Weltcupplatzierungen
Die Tabelle zeigt alle Platzierungen (je nach Austragungsjahr einschließlich Olympische Spiele und Weltmeisterschaften).
- 1.–3. Platz: Anzahl der Podiumsplatzierungen
- Top 10: Anzahl der Platzierungen unter den ersten zehn (einschließlich Podium)
- Punkteränge: Anzahl der Platzierungen innerhalb der Punkteränge (einschließlich Podium und Top 10)
- Starts: Anzahl gelaufener Rennen in der jeweiligen Disziplin
- Staffel: inklusive Mixed- und Single-Mixed-Staffeln

| Platzierung               | Einzel | Sprint | Verfolgung | Massenstart | Staffel | Gesamt |
| ------------------------- | ------ | ------ | ---------- | ----------- | ------- | ------ |
| 1. Platz                  |        |        |            |             |         |        |
| 2. Platz                  |        | 1      |            |             | 2       | 3      |
| 3. Platz                  |        |        |            |             | 2       | 2      |
| Top 10                    | 2      | 4      | 1          | 5           | 8       | 20     |
| Punkteränge               | 4      | 15     | 14         | 8           | 12      | 53     |
| Starts                    | 4      | 18     | 14         | 8           | 12      | 56     |
| Stand: Saisonende 2023/24 |        |        |            |             |         |        |

#### Weltcupwertungen
Ergebnisse bei Biathlon-Weltcups (Disziplinen- und Gesamtweltcup) gemäß Punktesystem
| Saison  | Einzel | Einzel | Sprint | Sprint | Verfolgung | Verfolgung | Massenstart | Massenstart | Gesamt | Gesamt |
| Saison  | Platz  | Punkte | Platz  | Punkte | Platz      | Punkte     | Platz       | Punkte      | Platz  | Punkte |
| ------- | ------ | ------ | ------ | ------ | ---------- | ---------- | ----------- | ----------- | ------ | ------ |
| 2020/21 | –      | –      | –      | –      | 63.        | 16         | –           | –           | 85.    | 16     |
| 2021/22 | 23.    | 29     | 11.    | 217    | 12.        | 160        | 6.          | 119         | 13.    | 522    |
| 2022/23 | 8.     | 120    | 19.    | 127    | 13.        | 145        | 8.          | 136         | 12.    | 528    |

### Olympische Winterspiele
|                                     | Einzelwettbewerbe | Einzelwettbewerbe | Einzelwettbewerbe | Einzelwettbewerbe | Staffelwettbewerbe | Staffelwettbewerbe |
| Einzel                              | Sprint            | Verfolgung        | Massenstart       | Frauenstaffel     | Mixed-Staffel      |                    |
| ----------------------------------- | ----------------- | ----------------- | ----------------- | ----------------- | ------------------ | ------------------ |
| Olympische Winterspiele 2022 Peking | 4.                | 18.               | 12.               | 18.               | 3.                 | 5.                 |

### Weltmeisterschaften
|                                     | Einzelwettbewerbe | Einzelwettbewerbe | Einzelwettbewerbe | Einzelwettbewerbe | Staffelwettbewerbe | Staffelwettbewerbe | Staffelwettbewerbe |
| Sprint                              | Verfolgung        | Einzel            | Massenstart       | Frauenstaffel     | Mixed-Staffel      | S.-M.-Staffel      |                    |
| ----------------------------------- | ----------------- | ----------------- | ----------------- | ----------------- | ------------------ | ------------------ | ------------------ |
| Weltmeisterschaften 2023 Oberhof    | 41.               | 46.               | 19.               | 23.               | 2.                 | 6.                 | –                  |
| Weltmeisterschaften 2024 Nové Město | 18.               | 15.               | 5.                | 5.                | 3.                 | 5.                 | 6.                 |